# Gnavsår
Gnavsår er irritationer i huden skabt af gentagende friktion, ofte opstået gennem hudkontakt mellem forskellige kropsdele. Gnavsår finder oftest sted på indersiden af lår og balder; armhuler og brystvorter kan også udvikle gnavsår, selvom dette er mindre hyppigt. 

## Årsager
Gnavsår kan også opstå grundet for stramt eller løst tøj, der genererer unødvendig friktion. Overvægt bliver normalt anset for at være den primære årsag til gnavsår. Et vægttab kan derfor i nogle tilfælde forhindre gnavsår. Gnavsår opstår dog også hos atleter med veludviklede lårmuskler og hos folk med stramme knoglestrukturer. Gnavsår opstår ganske ofte hos langdistanceatleter som cyklister eller maratonløbere, da deres hud kan udsættes for irritationer over længere perioder.
Gnavsår kan opstå grundet saltrester efterladt efter sveden på kroppen fordamper. Hvis sveden får lov at tørre, og personen fortsætter konditionstræningen, kan salten forværre friktionen mellem huden og kontaktfladen og føre til yderligere irritation. Andre faktorer, der spiller ind, er varmt vejr, følsom hud, sand fra stranden, som hober sig op i problematiske områder,  og tidligere hudirritationer.
 Der er for få eller ingen kildehenvisninger i denne artikel, hvilket er et problem. Du kan hjælpe ved at angive troværdige kilder til de påstande, som fremføres i artiklen.